# Victor Habicht (Geistlicher)
Victor Christoph Georg Jakob Theophil Habicht (auch: Viktor Christoph Georg Jakob Theophil Habicht; * 5. Februar 1822 in Engelthal; † 19. Mai 1902 in Darmstadt) war ein deutscher evangelischer Geistlicher, Generalsuperintendent, Prälat und Abgeordneter der Ersten Kammer des Landtags des Großherzogtums Hessen.

## Leben
Habicht war Sohn des Landrichters Christian Habicht in Laubach. 1834–1840 besuchte er das nachmalige Wolfgang-Ernst-Gymnasium. Nach dem Abitur studierte er an der Hessischen Ludwigs-Universität Evangelische Theologie und schloss sich drei Corps im Gießener Senioren-Convent an, zuerst 1841 der Rhenania. Im März 1842 gehörte er zu den Stiftern der Marcomannia. Schließlich recipierte ihn Hassia noch im selben Jahr. Er war seit 1845 Vikar in Echzell und wurde 1852 in Lardenbach als Pfarrer ordiniert. Er wurde 1859 Dekan in Grünberg (Hessen) und 1870 Pfarrer in Rüsselsheim. Nebenamtlich war er ab 1872 auch Dekan in Groß-Gerau. 1875 wurde er Oberkonsistorialrat und Superintendent von Oberhessen (Provinz Hessen-Darmstadt). Die Hessische Ludwigs-Universität verlieh ihm 1880 den D. theol. h. c. Ab 1885 war er zusätzlich Prälat der Hessischen Landeskirche in Darmstadt. Als solcher saß er bis 1902 auch in der I. Kammer der Hessischen Landstände. Er war Mitbegründer des Darmstädter Armenvereins, Vorsitzender der Mathildenstiftung, des hessischen Hauptvereins vom Gustav-Adolf-Werk und des Pfarrwaisenvereins. Ab 1882 vertrat er Hessen bei der Eisenacher Konferenz. 1898 nahm er an der Palästinareise Kaiser Wilhelms II. teil.